# مركز علوم النانو متعدد التخصصات

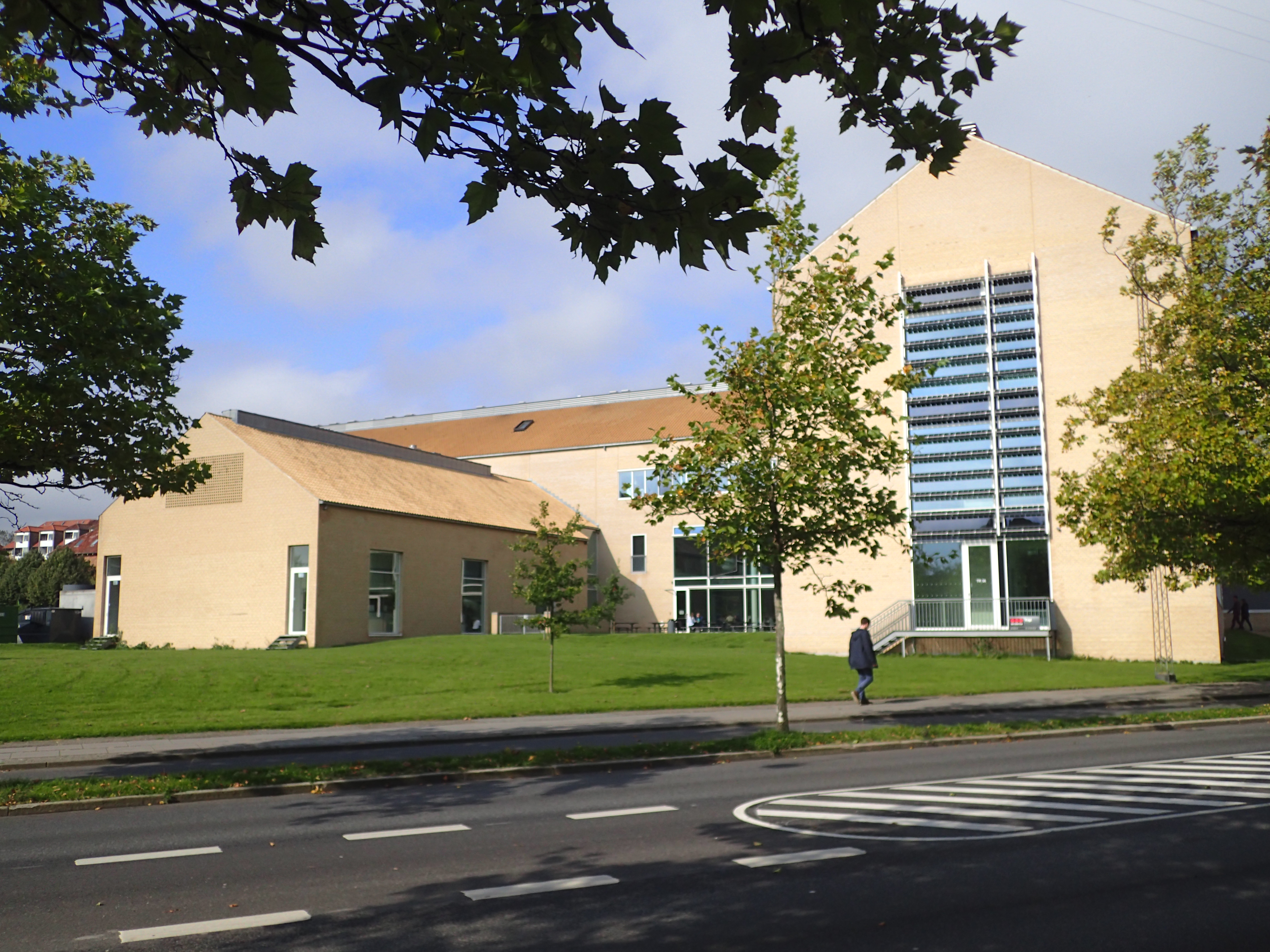
منزل iNano ، المقر الرئيسي لمركز iNano.

مركز علوم النانو متعدد التخصصات ( iNANO ) ، هو مركز بحث وتدريس متعدد التخصصات لعلم النانو في جامعة آرهوس في آرهوس ، الدنمارك . تأسس المركز في عام 2002 ويقع مقره الرئيسي في The iNano House منذ عام 2012.

## التاريخ
في عام 2002 ، أسس أستاذ الفيزياء فليمنج بيسينباخر مركز iNANO وفي يناير 2002 ، افتتح وزير العلوم والتكنولوجيا والابتكار الدنماركي ، هيلج ساندر ، المركز ، مشددًا على الدور المركزي للتقنيات الجديدة المتقدمة القائمة على علم النانو في القيمة الحديثة. خلق.
تم إنشاء مركز iNANO بهدف تعزيز البحث متعدد التخصصات في مجال علم النانو وتكنولوجيا النانو ، أي تعزيز التفاعلات التآزرية التي تتجاوز الحدود العلمية التقليدية. يوفر iNANO إطارًا يتم فيه الجمع بين الخبرة الرائدة في الفيزياء والكيمياء والبيولوجيا الجزيئية والبيولوجيا والهندسة والطب لخلق بيئة متعددة التخصصات ذات مكانة دولية فيما يتعلق بالعلوم والتكنولوجيا ، ومركز طاقة إقليمي ووطني لتعزيز الصناعة القدرة التنافسية
إن مهمة iNANO ثلاثية ؛
1. للعب دور رئيسي في تعليم الجيل القادم من العلماء في علم النانو في مستويات البكالوريوس والماجستير والدكتوراه وما بعد الدكتوراه
2. لتعزيز البحث متعدد التخصصات في علم النانو وتكنولوجيا النانو وتحفيز التعاون مع مجموعات بحثية دولية أخرى في مجال العلوم النانوية
3. لتوفير واجهة مبتكرة لنقل وتحويل المعرفة الأساسية في علم النانو إلى الصناعة والمجتمع الدنماركيين.

يدير مركز iNano الأستاذ في علم الأحياء الجزيئية وعلم النانو يورغن كيجمس منذ عام 2014.  

## التعليم
يتكون البرنامج التعليمي في علم النانو من منهج متعدد التخصصات يغطي مجموعة واسعة من الدورات التمهيدية والمتقدمة والمتخصصة ، والتي تهدف إلى تزويد الطلاب بأساس واسع بما فيه الكفاية لإجراء بحث متعدد التخصصات في مجال علم النانو وفي نفس الوقت تحقيق عمق تخصصي ومتخصص المهارات في مجالات مختارة. ومن ثم ، فإن التعليم يشمل الفيزياء والكيمياء وعلم الأحياء والبيولوجيا الجزيئية والرياضيات وعلوم الكمبيوتر .

## التعليم العالي - iNANOchool
تأسست iNANOschool في ديسمبر 2002 ، وهي مدرسة دراسات عليا ذات توجه مهني مرتبطة بـ iNANO في إطار كلية الدراسات العليا للعلوم ، AGSOS ، كلية العلوم ، جامعة آرهوس . تضم مدرسة iNANOchool حاليًا (مايو 2010) 155 طالبًا مسجلين.

## ابحاث
يوفر مركز أبحاث iNANO إطارًا لمشاريع متعددة التخصصات في مجال علوم النانو وتكنولوجيا النانو . منذ الافتتاح الرسمي في عام 2002 ، لعبت iNANO دورًا مهمًا في إنشاء عدد متزايد من المشاريع متعددة التخصصات. تندرج أنشطة البحث الحالية ضمن المجالات السبعة المستهدفة التالية:
- المواد النانوية الوظيفية
- مادة طاقة النانو
- طب النانو
- الهياكل النانوية الجزيئية ذاتية التجميع
- نانوفود
- النانوفوتونيك والإلكترونيات النانوية
- علم السموم النانوية وأخلاقيات النانو

## روابط خارجية
- الموقع الرسمي
- مدرسة iNano
- تقارير iNANO السنوية
- مركز مواد الطاقة
- LUNA (مركز Lundbeck للطب النانوي للإدارة الفردية لتلف الأنسجة وتجديدها)
- انسبين نسخة محفوظة 31 مارس 2018 على موقع واي باك مشين.
- مجموعة BIO-SPM
- مركز تقنية النانو DNA (CDNA) نسخة محفوظة 7 أبريل 2019 على موقع واي باك مشين.
- مركز التصوير المجهري بالأكسجين والتصوير (COMI) O2
- مركز علم بلورات المواد نسخة محفوظة 26 مارس 2017 على موقع واي باك مشين. (CMC)
- Nanovidensbank (بالدنماركية)
- Nanoshow (بالدنماركية)